# U-Bahnhof Plärrer
Der U-Bahnhof Plärrer (Abkürzung: PL) ist der 15. U-Bahnhof der Nürnberger U-Bahn und wurde am 20. September 1980 eröffnet. Er ist 628 m vom U-Bahnhof Gostenhof und 445 m vom U-Bahnhof Weißer Turm sowie 970 m vom U-Bahnhof Rothenburger Straße und 766 m vom U-Bahnhof Opernhaus entfernt. An den Bahnhof schließt sich in beiden Ebenen in Richtung Fürth bzw. Röthenbach je ein x-förmiger doppelter Gleiswechsel an. Bis zum 24. September 1988 war er Endbahnhof für die Linie U2. Der Plärrer ist nach dem Bahnhofsplatz der größte Verkehrsknotenpunkt Nürnbergs. Der Name des Platzes stammt aus dem mittelhochdeutschen plarre, was so viel wie freier Platz bedeutet. Täglich wird er von rund 55.900 Fahrgästen genutzt (Mo–Fr, 2019).

## Lage

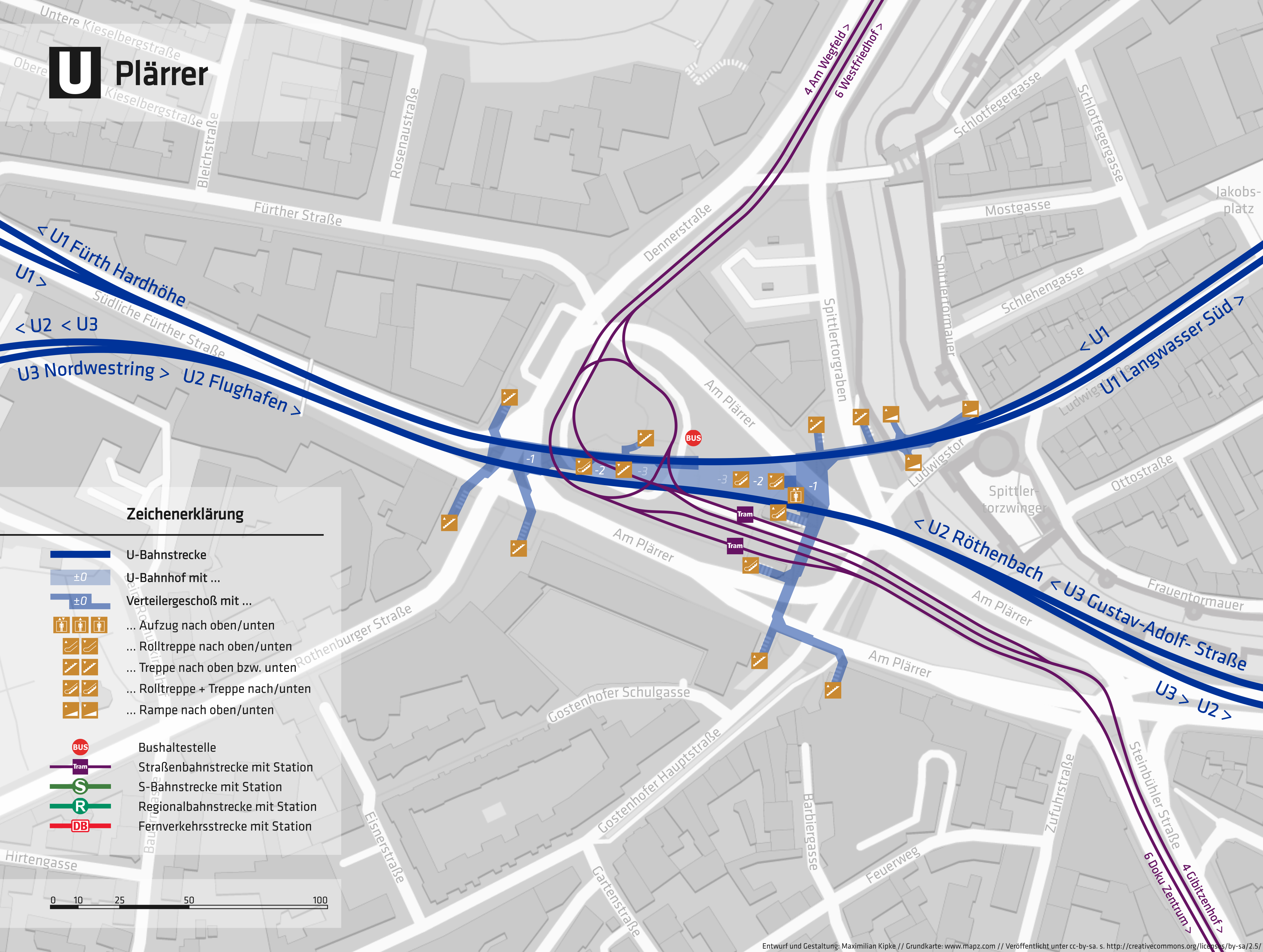
Übersichtsplan U-Bhf. Plärrer

Der Bahnhof erstreckt sich unterirdisch in Ost-West-Richtung in einem leichten Rechtsbogen vom Ludwigstor über den Plärrer bis zur Südlichen Fürther Straße. Er ist ein so genannter Richtungsbahnhof und verfügt über insgesamt vier Ebenen. Die Ebene 0 bildet die Verkehrsfläche und die Straßenbahninsel. In der Ebene −1 befindet sich ein durchgehendes Verteilergeschoss mit Ausgängen zu den Kreuzungen Südliche Fürther-/ Rothenburger Straße, Gostenhofer Hauptstraße/ Am Plärrer, Spittlertorgraben/ Am Plärrer, zum Stadtgraben und zur Straßenbahninsel sowie eine öffentliche WC-Anlage, ein Unterwerk und Diensträume. In den Ebenen −2 und −3 sind die Bahnsteige für die drei Linien U1, U2 und U3 untergebracht. Alle Ebenen sind untereinander und mit der Oberfläche durch zwei Aufzüge verbunden.

## Bauwerk und Architektur
Das Bahnhofsbauwerk ist 171 m lang, 18 m tief und zwischen 16 und 35 m breit. Die Bauarbeiten für den Bahnhof begannen am 13. Juni 1977. Der östliche Bahnhofsteil zwischen Spittlertorgraben und Plärrer-Insel wurde in offener Bauweise und der westliche Bahnhofsteil von der Plärrer-Insel bis zur Südlichen Fürther Straße in Deckelbauweise mit Berliner Verbau erstellt. Für eine weitere ehemals geplante U-Bahn-Linie (U3 bzw. U4) gibt es bauliche Vorleistungen (verstärkte Bauwerksfundamente) in der Ebene -1 sowie für eine neu zu errichtende Ebene -4 an der östlichen Bahnhofsausfahrt.
Die Kennfarbe des Bahnhofs ist wie bei allen Umsteigebahnhöfen im Netz Orange in Verbindung mit Beige (siehe auch U-Bahnhof Aufseßplatz). Um die Fahrzeugdynamik deutlich zu machen, weisen die Bahnsteigwände ein Pfeilmuster auf, das in Fahrtrichtung von Orange (am Bahnsteiganfang) nach Beige (am Bahnsteigende) übergeht. Erstmals wurden in die Bauwerksdecke Lichtkuppeln eingebaut, um die östliche Verteilerebene und die obere Bahnsteigebene mit Tageslicht zu beleuchten. Die doppelreihigen runden Stützsäulen sind mit Aluminiumpaneelen verkleidet. Im westlichen Verteilergeschoss befindet sich ein Mosaik, das die Geschichte des Nürnberger Nahverkehrs vom Adler über die Pferde- und elektrische Straßenbahn bis zur U-Bahn nachzeichnet.
Am 15. Oktober 2007 wurde das 50.000 Euro teure vom Münchner Künstler Hermann Pitz gestaltete Mahnmal „Transit“ enthüllt, das an die 100.000 in Nürnberg beschäftigten Zwangsarbeiter erinnern soll. Das als organische Trichterform ausgeführte Kunstwerk wurde in einer der Lichtkuppeln installiert, ist 6 Meter lang und besteht aus 3000 Aluminiumfiguren, die sich an den Händen fassen.

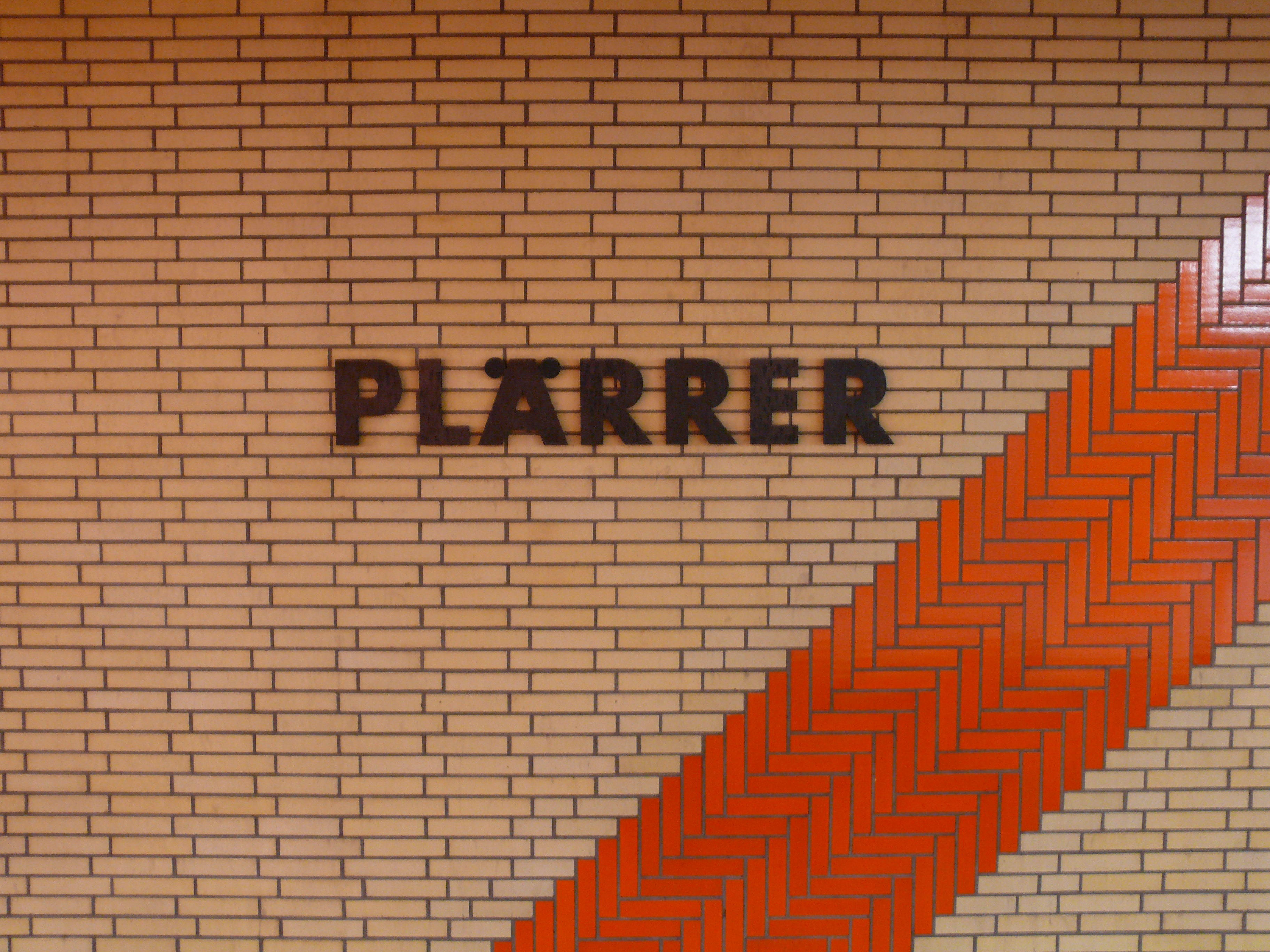
Stationsname an den Bahnsteigwänden
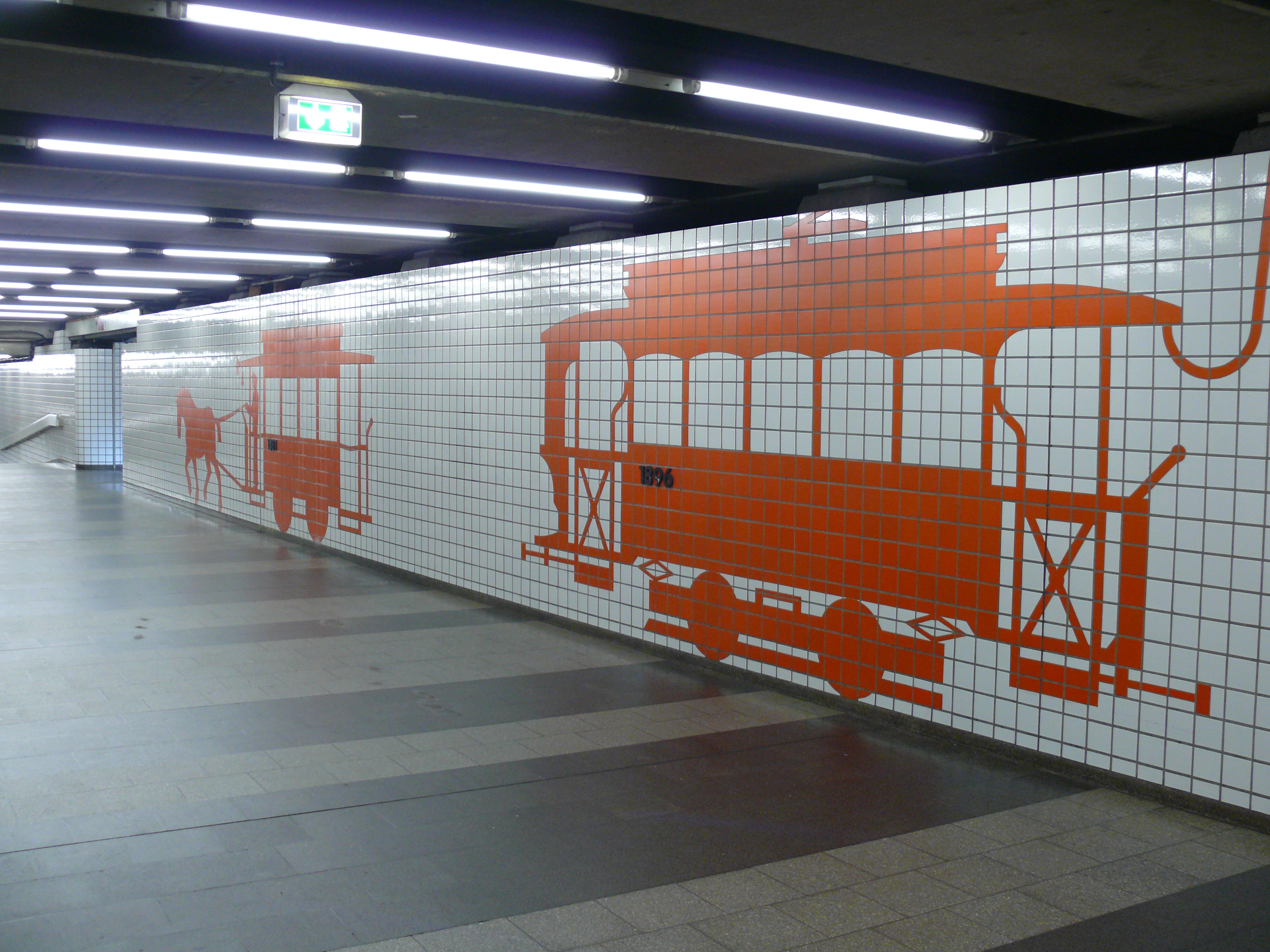
Von der Pferdebahn …
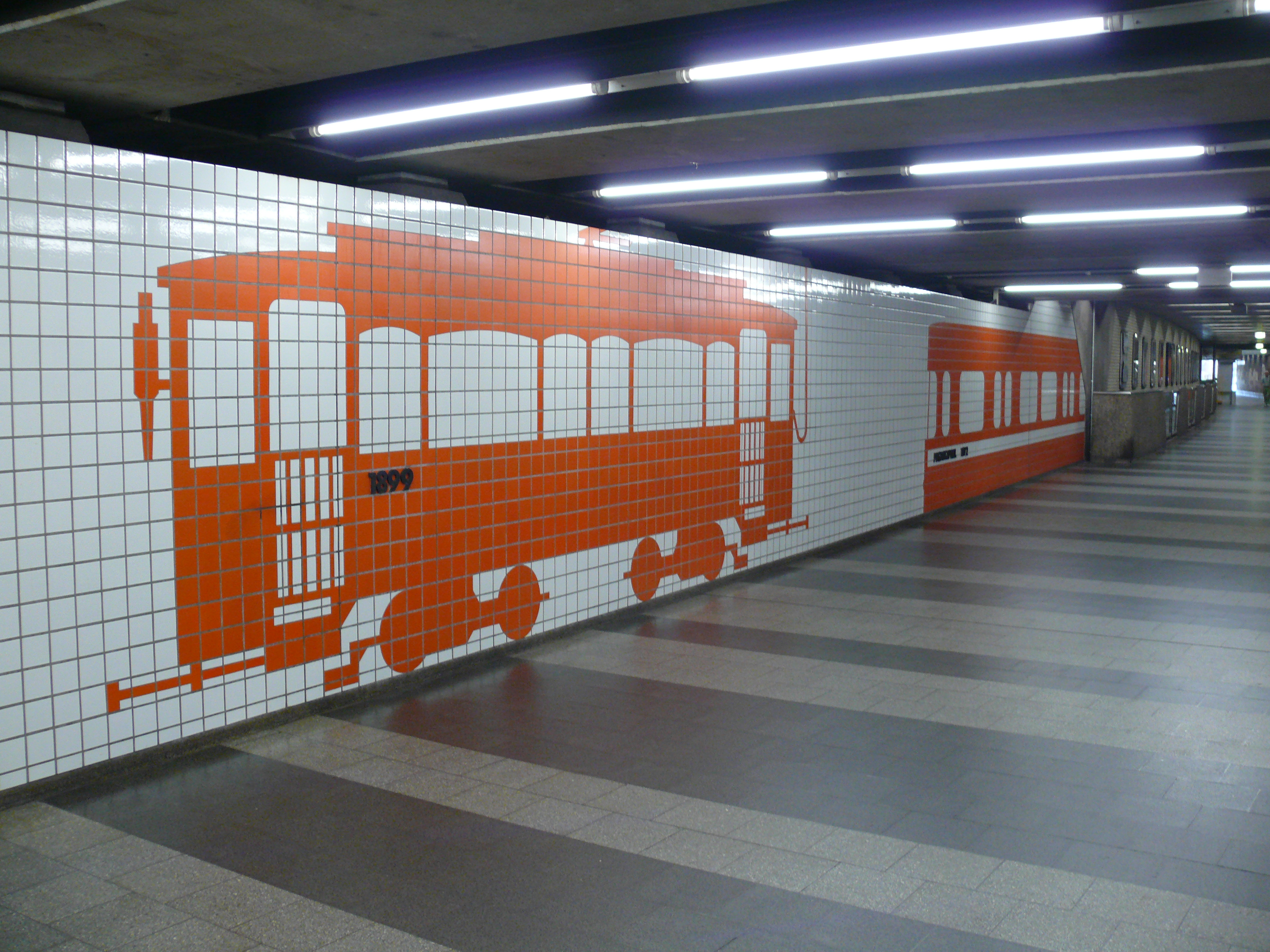
… bis zur U-Bahn
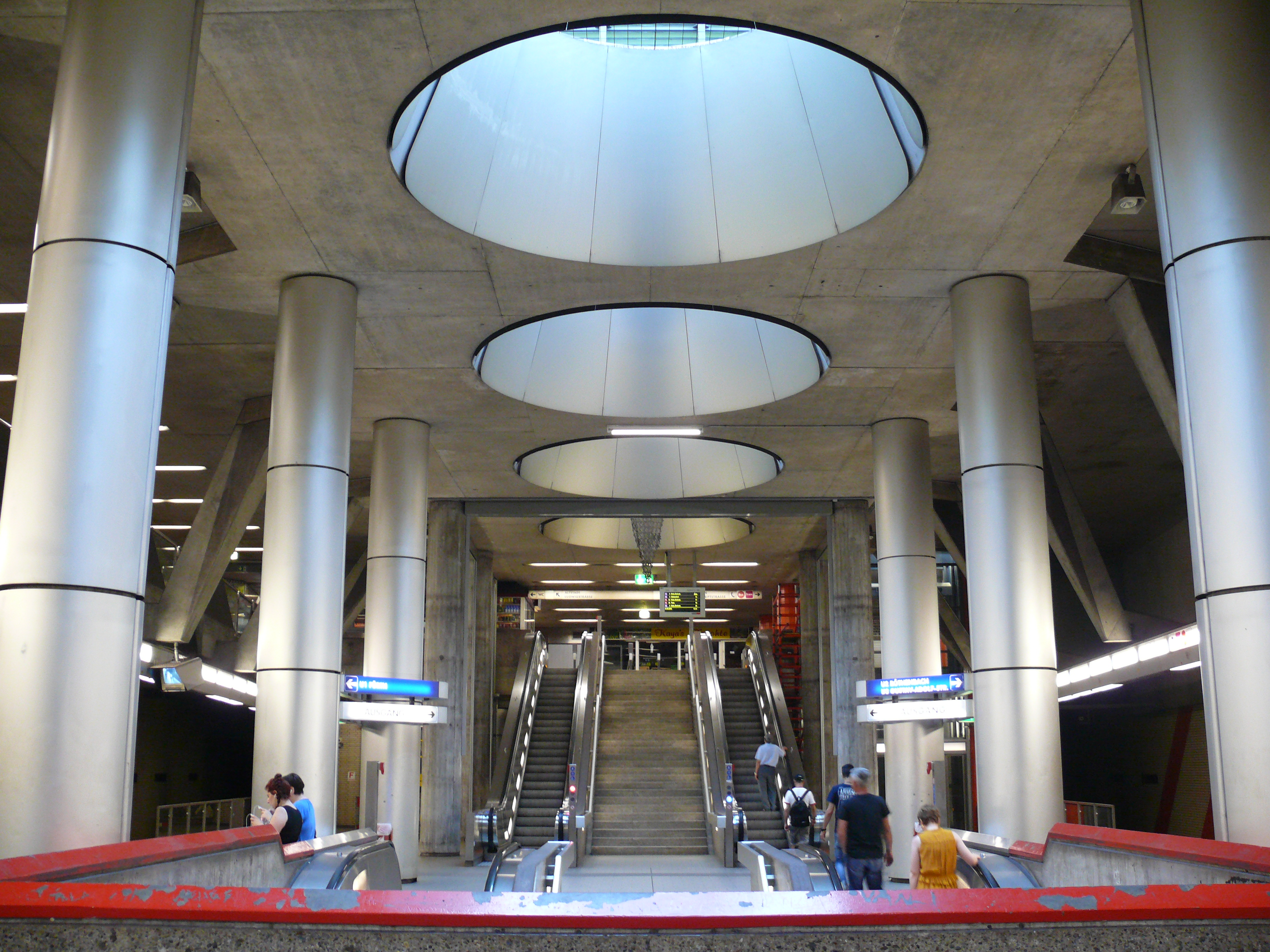
Lichtkuppeln an der Bauwerksdecke
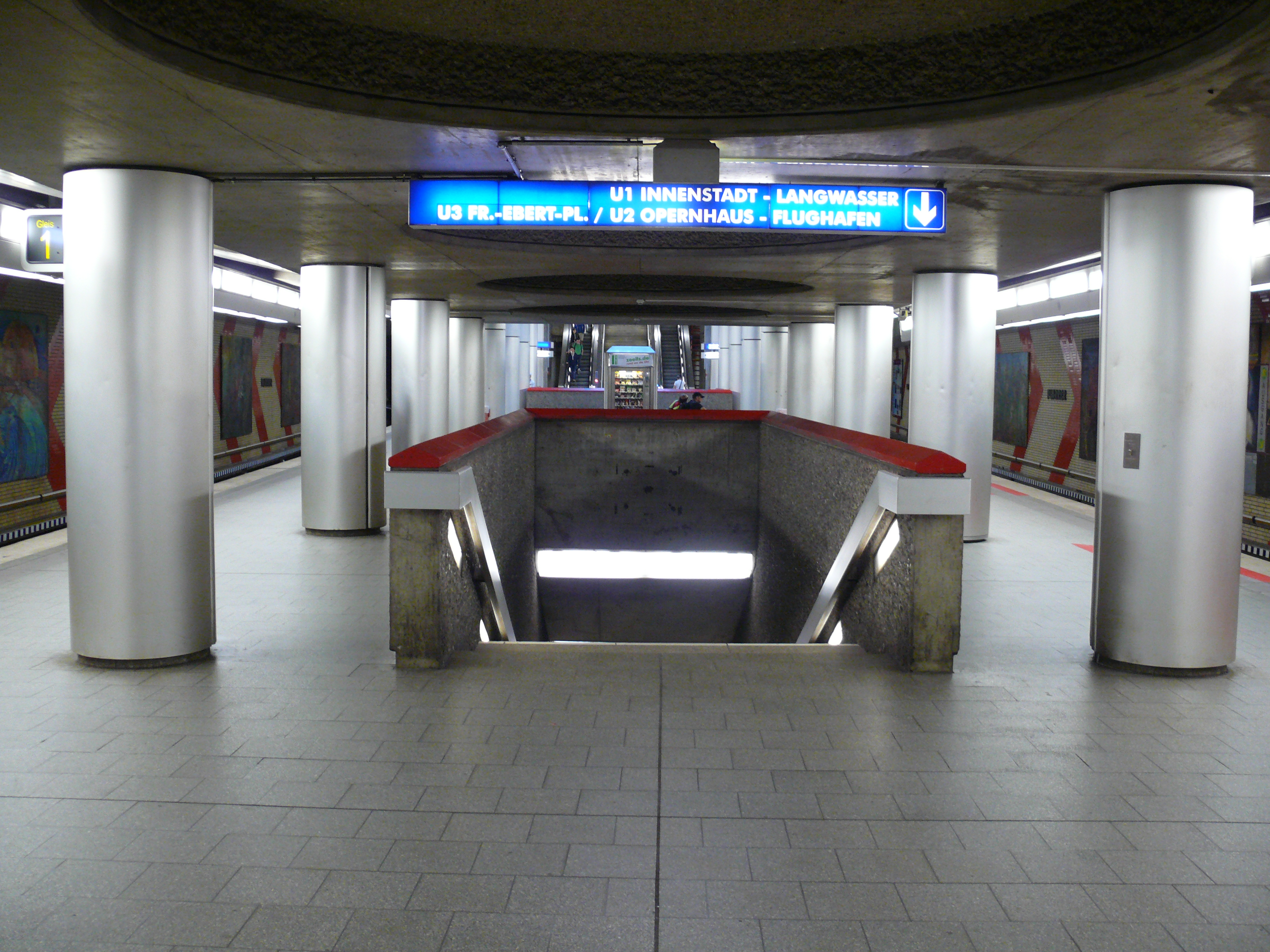
Bahnsteigebene -2 Überblick. Abgang zur Bahnsteigebene -3 in der Mitte.
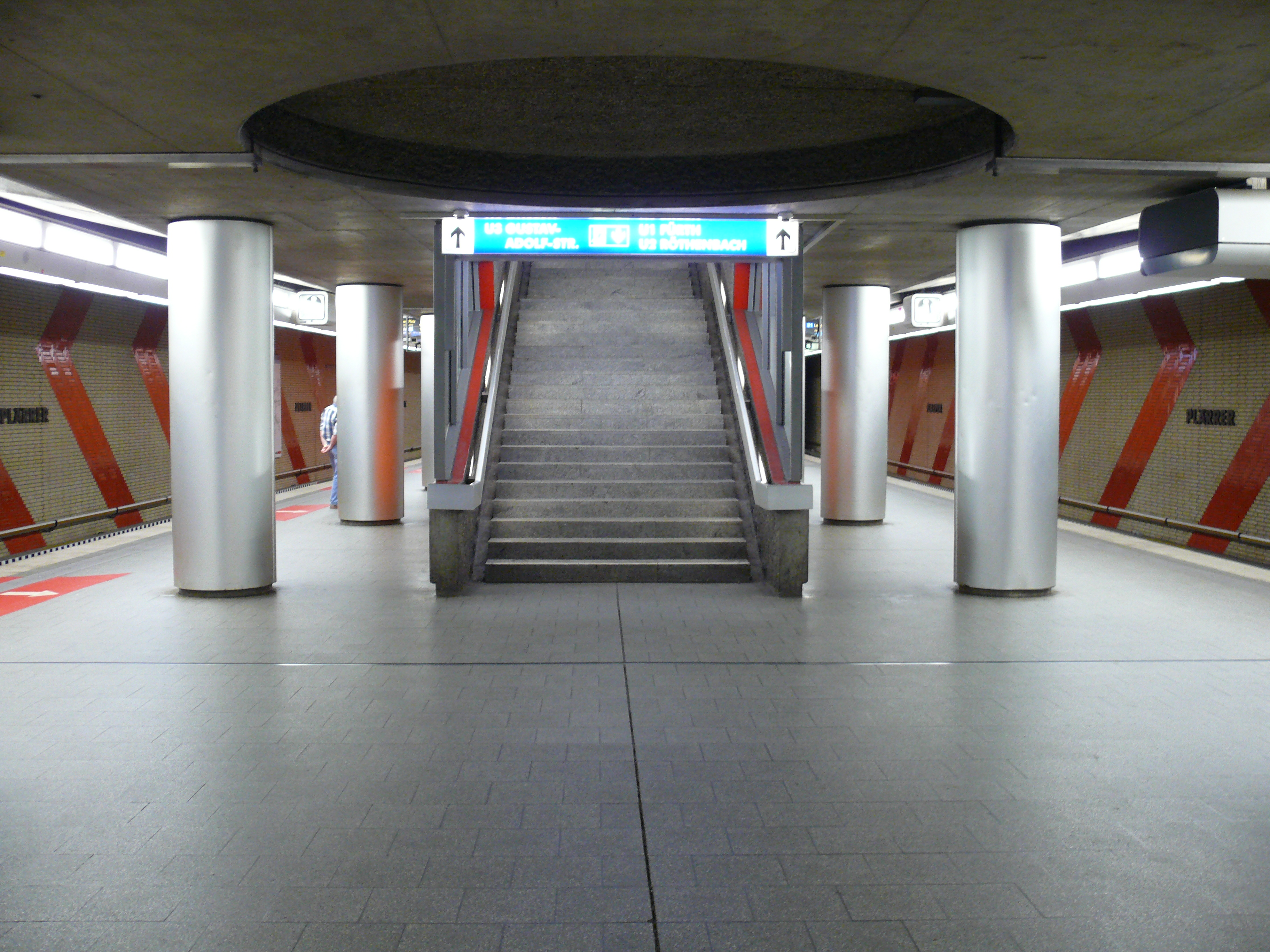
Bahnsteigebene -3 Überblick. Aufgang zur Bahnsteigebene -2 in der Mitte.

## Linien
| Linie | Verlauf | Takt |
| ----- | --- | --- |
| U1    | Langwasser Süd – Gemeinschaftshaus – Langwasser Mitte – Scharfreiterring – Langwasser Nord – Messe – Bauernfeindstraße – Hasenbuck – Frankenstraße – Maffeiplatz – Aufseßplatz – Hauptbahnhof – Lorenzkirche – Weißer Turm – Plärrer – Gostenhof – Bärenschanze – Maximilianstraße – Eberhardshof – Muggenhof – Stadtgrenze – Jakobinenstraße – Fürth Hauptbahnhof – Rathaus – Stadthalle – Klinikum – Hardhöhe Stand: Fahrplanwechsel Dezember 2023 | 5–7 min (montags–freitags) 3–4 min (Langwasser–Eberhardshof an Schultagen) 6–7 min (samstags) 10 min (sonn-/feiertags) |
| U2    | Röthenbach – Hohe Marter – Schweinau – St. Leonhard – Rothenburger Straße – Plärrer – Opernhaus – Hauptbahnhof – Wöhrder Wiese – Rathenauplatz – Rennweg – Schoppershof – Nordostbahnhof – Herrnhütte – Ziegelstein – Flughafen Stand: Fahrplanwechsel Dezember 2023 | 5 min 3–4 min (zur HVZ) 10 min (Ziegelstein–Flughafen)                                                                 |
| U3    | Großreuth bei Schweinau – Gustav-Adolf-Straße – Sündersbühl – Rothenburger Straße – Plärrer – Opernhaus – Hauptbahnhof – Wöhrder Wiese – Rathenauplatz – Maxfeld – Kaulbachplatz – Friedrich-Ebert-Platz – Klinikum Nord – Nordwestring Stand: Fahrplanwechsel Dezember 2023 | 5 min 3–4 min (zur HVZ) 10 min (sonn-/feiertags)                                                                       |

Am Plärrer treffen alle U-Bahn-Linien aufeinander. Die Ebene −2 nimmt die Fahrtbeziehungen Eberhardshof–Fürth (U1) bzw. Röthenbach (U2) / Großreuth bei Schweinau (U3) und die Ebene −3 die Fahrtbeziehungen Innenstadt–Messe–Langwasser (U1) bzw. Ziegelstein–Flughafen (U2) / Friedrich-Ebert-Platz–Nordwestring (U3) auf.
Umsteigemöglichkeiten
| Linie               | Strecke | Takt                                       |
| ------------------- | --- | ------------------------------------------ |
| Straßenbahnlinie 4  | Gibitzenhof – Dianaplatz – Alemannenstraße – Brehmstraße – Landgrabenstraße – Steinbühl – Kohlenhof – Plärrer – Obere Turnstraße – Hallertor – Tiergärtnertor – Friedrich-Ebert-Platz – Juvenellstraße – Bucher Straße/Nordring – Thon – Cuxhavener Straße – Schleswiger Straße – Bamberger Straße – Am Wegfeld Stand: Fahrplanwechsel Dezember 2023 | 10 min (werktags) 20 min (sonn-/feiertags) |
| Straßenbahnlinie 6  | Doku-Zentrum – Dutzendteich – Fliegerstraße – Immelmannstraße – Scharrerstraße – Peterskirche – Harsdörfferplatz – Schweiggerstraße – Hummelsteiner Weg – Aufseßplatz – Christuskirche – Heynestraße – Landgrabenstraße – Steinbühl – Kohlenhof – Plärrer – Obere Turnstraße – Hallertor – Hallerstraße – St. Johannisfriedhof – Julienstraße – Westfriedhof Stand: Fahrplanwechsel Dezember 2023                                                                                 | 10 min (werktags) 20 min (sonn-/feiertags) |
| Straßenbahnlinie 10 | Dutzendteich – Fliegerstraße – Immelmannstraße – Scharrerstraße – Peterskirche – Harsdörfferplatz – Schweiggerstraße – Hummelsteiner Weg – Aufseßplatz – Christuskirche – Heynestraße – Landgrabenstraße – Steinbühl – Kohlenhof – Plärrer – Obere Turnstraße – Hallertor – Tiergärtnertor – Friedrich-Ebert-Platz – Juvenellstraße – Bucher Straße/Nordring – Thon – Cuxhavener Straße – Schleswiger Straße – Bamberger Straße – Am Wegfeld Stand: Fahrplanwechsel Dezember 2023 | 10 min (werktags) 20 min (sonn-/feiertags) |

An der Oberfläche befinden sich auf der „Plärrer-Insel“ außerdem die Haltestellenanlagen für die Stadtbuslinien 34, 36 und 84. Am Wochenende und vor Feiertagen verkehren auch die Nachtbuslinien N6, N7, N9, N10 und N14.

## Kultur im U-Bahnhof
Im Rahmen des SommerNachtFilmFestivals diente der U-Bahnhof zweimal als Spielort. In den vergangenen Jahren (2006 und 2007) wurden dort in der Nacht von Samstag auf Sonntag nach Betriebsschluss ein Film mit Bezug zum Thema U-Bahn gezeigt, bspw. Moebius oder Kontroll.